# Список премьер-министров Гаити
Список премьер-министров Гаити включает лиц, занимавших пост премьер-министров Республики Гаити (фр. Premier ministre d'Haïti, гаит. креол. Premye Minis Ayiti), установленный конституцией, одобренной на прошедшем 29 марта 1987 года референдуме. В результате военных переворотов, совершённых в июне и сентябре 1988 года, действие конституции было приостановлено, что повлекло за собой и упразднение недавно введённого поста; он был восстановлен в 1991 году на одном из этапов восстановления конституционных основ, завершённого в 1994 году в результате санкционированной Советом Безопасности ООН операции «Поддержка демократии». С октября 1997 года по март 1999 года пост премьер-министра оставался вакантным вследствие политического кризиса. Конституция устанавливает, что премьер-министр назначается президентом республики, политическая программа правительства должна получить поддержку Национального собрания (фр. Assemblée nationale), которое является совместной сессией обеих палат парламента. Он назначает министров и государственных секретарей и представляет их на рассмотрение Национального собрания. Премьер-министр обеспечивает соблюдение законов и, вместе с президентом, несёт ответственность за национальную оборону.
В результате разрушительного землетрясения 12 января 2010 года здание правительства страны было уничтожено. Для его временного размещения американским благотворителем были доставлены цирковые шатры, ранее принадлежавшие Cirque du Soleil.
Применённая в первом столбце таблиц нумерация является условной. Также условным является использование в первых столбцах цветовой заливки, служащей для упрощения восприятия принадлежности лиц к различным политическим силам без необходимости обращения к столбцу, отражающему партийную принадлежность. В столбце «Выборы» отражены состоявшиеся выборные процедуры. Наряду с партийной принадлежностью, в столбце «Партия» также отражён внепартийный (независимый) статус персоналий.

## Список премьер-министров
Курсивом на сером фоне показаны даты начала и окончания полномочий лиц, являвшихся альтернативными по отношению к фактическому главе правительства, а также лиц, замещающих действующего главу правительства в период его отсутствия.
|                                                                    | Портрет        | Имя (годы жизни)                                                                     | Полномочия       | Полномочия       | Партия | Выборы       | Пр.                              |
| Начало                                                             | Портрет        | Имя (годы жизни)                                                                     | Окончание        |                  | Партия | Выборы       | Пр.                              |
| ------------------------------------------------------------------ | -------------- | ------------------------------------------------------------------------------------ | ---------------- | ---------------- | --- | ------------ | -------------------------------- |
| 1                                                                  |                | Мартиаль-Лавод Селестен (1913—2011) фр. Martial Lavaud Célestin                      | 9 февраля 1988   | 20 июня 1988     | независимый | 1988         | [ 4 ] [ 5 ] [ 6 ] [ 7 ]          |
| С 20 июня 1988 года по 13 декабря 1991 года — должность упразднена |                |                                                                                      |                  |                  | |              |                                  |
| 2                                                                  |                | Рене-Гарсия Преваль (1943—2017) гаит. креол. René Garcia Préval                      | 13 февраля 1991  | 11 октября 1991  | Национальный фронт за перемены и демократию | 1990—1991    | [ 8 ] [ 9 ] [ 10 ] [ 11 ] [ 12 ] |
| 3                                                                  |                | Жан-Жак Онора (1931—2023) фр. Jean-Jacques Honorat                                   | 11 октября 1991  | 19 июня 1992     | независимый | 1990—1991    | [ 10 ] [ 13 ]                    |
| 4                                                                  |                | Марк-Луи Базен (1932—2010) фр. Marc Louis Bazin                                      | 19 июня 1992     | 30 августа 1993  | Движение за установление демократии на Гаити премьер-министр правительства общественного согласия и спасения фр. premier ministre du gouvernement de consensus et de salut public гаит. креол. pwemye minis gouvenman an nan konsantman piblik la ak sekou | 1990—1991    | [ 14 ] [ 15 ] [ 16 ] [ 17 ]      |
| 5                                                                  |                | Робер Мальваль (1943—) фр. Robert Malval                                             | 30 августа 1993  | 8 ноября 1994    | независимый | 1990—1991    | [ 18 ] [ 19 ]                    |
| 6                                                                  |                | Жорж-Жан-Жак-Смарк Мишель (1937—2012) фр. Georges Jean-Jacques Smarck Michel         | 8 ноября 1994    | 7 ноября 1995    | независимый | 1990—1991    | [ 20 ] [ 21 ] [ 22 ]             |
| 7                                                                  |                | Клодетт-Антуэн Верле (1946—) фр. Claudette Antoine Werleigh                          | 7 ноября 1995    | 27 февраля 1996  | Fanmi Lavalas (с гаит. креол. Семья лавины) | 1995         | [ 23 ] [ 24 ] [ 25 ]             |
| 8                                                                  |                | Росни Смарт (1940—2025) фр. Rosny Smarth                                             | 27 февраля 1996  | 20 октября 1997  | Организация борющегося народа | 1997         | [ 26 ] [ 27 ]                    |
| С 20 октября 1997 года по 26 марта 1999 года — должность вакантна  |                |                                                                                      |                  |                  | |              |                                  |
| 9 (I)                                                              |                | Жак-Эдуар Алексис (1947—) фр. Jacques-Édouard Alexis                                 | 26 марта 1999    | 2 марта 2001     | Организация борющегося народа | 2000         | [ 28 ] [ 29 ] [ 30 ]             |
| 10                                                                 |                | Жан-Мари-Антуан-Помпилюс Шересталь (1947—) фр. Jean-Marie Antoine Pompilus Chérestal | 2 марта 2001     | 15 марта 2002    | Fanmi Lavalas (с гаит. креол. Семья лавины) | 2000         | [ 31 ] [ 32 ]                    |
| 11                                                                 |                | Ивон Нептюн (1946—) фр. Yvon Neptune                                                 | 15 марта 2002    | 12 марта 2004    | Fanmi Lavalas (с гаит. креол. Семья лавины) | 2000         | [ 33 ] [ 34 ]                    |
| 12                                                                 |                | Жерар Латортю (1934—2023) фр. Gérard Latortue                                        | 12 марта 2004    | 9 июня 2006      | независимый | 2000         | [ 35 ] [ 36 ] [ 37 ]             |
| 9 (II)                                                             |                | Жак-Эдуар Алексис (1947—) фр. Jacques-Édouard Alexis                                 | 9 июня 2006      | 5 сентября 2008  | Фронт надежды | 2006         | [ 28 ] [ 29 ] [ 38 ]             |
| 13                                                                 |                | Мишель-Дювивье Пьер-Луи (1947—) фр. Michèle Duvivier Pierre-Louis                    | 5 сентября 2008  | 11 ноября 2009   | независимый | 2006         | [ 39 ] [ 40 ]                    |
| 14                                                                 |                | Жан-Макс Бельрив (1958—) фр. Jean-Max Bellerive                                      | 11 ноября 2009   | 18 октября 2011  | Фронт надежды | 2010—2011    | [ 41 ] [ 42 ] [ 43 ]             |
| 15 (I)                                                             |                | Гарри Кониль (1966—) фр. Garry Conille                                               | 18 октября 2011  | 16 мая 2012      | независимый | 2010—2011    | [ 44 ] [ 45 ] [ 46 ]             |
| 16                                                                 |                | Лоран-Сальвадор Ламот (1972—) фр. Laurent Salvador Lamothe                           | 16 мая 2012      | 20 декабря 2014  | независимый | 2010—2011    | [ 47 ] [ 48 ] [ 49 ]             |
| и. о.                                                              |                | Флоренс-Дюперваль Гийом (1956—) фр. Florence Duperval Guillaume                      | 20 декабря 2014  | 16 января 2015   | независимый | 2010—2011    | [ 50 ] [ 51 ]                    |
| 18                                                                 |                | Эванс Поль (1955—) фр. Evans Paul                                                    | 16 января 2015   | 26 февраля 2016  | Демократический альянс | 2010—2011    | [ 52 ] [ 53 ]                    |
| 19                                                                 |                | Фриц-Альфонс Жан (1953—) фр. Fritz-Alphonse Jean                                     | 26 февраля 2016  | 28 марта 2016    | Inite Patriyotik (с гаит. креол. Единство Отечества) | 2015—2016    | [ 54 ] [ 55 ]                    |
| 20                                                                 |                | Энекс Жан-Шарль (1960—) фр. Enex Jean-Charles                                        | 28 марта 2016    | 21 марта 2017    | независимый | 2015—2016    | [ 56 ] [ 57 ] [ 58 ]             |
| 21                                                                 |                | Жак-Ги Лафонтан (1961—) фр. Jack Guy Lafontant                                       | 21 марта 2017    | 17 сентября 2018 | Демократическое движение Гаити — Демократическое собрание Гаити | 2015—2016    | [ 59 ] [ 60 ] [ 61 ]             |
| 22                                                                 |                | Жан-Анри Сеан (1956—) фр. Jean-Henry Céant                                           | 17 сентября 2018 | 21 марта 2019    | Любящие Гаити | 2015—2016    | [ 62 ] [ 63 ] [ 64 ]             |
| и. о.                                                              |                | Жан-Мишель Лапен (1966—?) фр. Jean-Michel Lapin                                      | 21 марта 2019    | 22 июля 2019     | Любящие Гаити | 2015—2016    | [ 65 ] [ 66 ] [ 67 ]             |
| и. о.                                                              |                | Фриц-Уильям Мишель (1980—) фр. Fritz-William Michel                                  | 22 июля 2019     | 2 марта 2020     | Любящие Гаити | 2015—2016    | [ 67 ] [ 68 ]                    |
| 23                                                                 |                | Жозеф Жут (1961—) фр. Joseph Joute                                                   | 2 марта 2020     | 14 апреля 2021   | Любящие Гаити | 2015—2016    | [ 69 ] [ 70 ]                    |
| и. о.                                                              |                | Клод Жозеф (1980—) фр. Claude Joseph                                                 | 14 апреля 2021   | 20 июля 2021     | Гаитянская партия Тет Кале | 2015—2016    | [ 71 ] [ 72 ] [ 73 ]             |
| —                                                                  |                | Ариэль Анри (1949—) фр. Ariel Henry                                                  | 9 июля 2021      | 20 июля 2021     | Патриотическое единство | 2015—2016    | [ 74 ] [ 75 ]                    |
| 24                                                                 | 20 июля 2021   | Ариэль Анри (1949—) фр. Ariel Henry                                                  | 25 апреля 2024   | [ 76 ] [ 77 ]    | Патриотическое единство | 2015—2016    |                                  |
| и. о.                                                              |                | Мишель Патрик Буасвер (?—) фр. Michel Patrick Boisvert                               | 25 февраля 2024  | 25 апреля 2024   | независимый | [ комм. 12 ] | [ 78 ]                           |
| и. о.                                                              | 25 апреля 2024 | Мишель Патрик Буасвер (?—) фр. Michel Patrick Boisvert                               | 3 июня 2024      | [ комм. 13 ]     | независимый |              | [ 78 ]                           |
| 15 (II)                                                            |                | Гарри Кониль (1966—) фр. Garry Conille                                               | 3 июня 2024      | 11 ноября 2024   | независимый | [ комм. 14 ] | [ 44 ] [ 46 ] [ 79 ]             |
| 25                                                                 |                | Аликс Дидье Фис-Эме (1971—) фр. Alix Didier Fils-Aimé                                | 11 ноября 2024   | действующий      | независимый | [ комм. 14 ] | [ 80 ] [ 81 ]                    |